# Hebdomochondra armigera
Hebdomochondra armigera là một loài bướm đêm trong họ Noctuidae.